# Paul Jordan (Architekt)
Paul Jordan (* 30. Juni 1876 in Straßburg, Elsass-Lothringen; † 22. Januar 1966 in Konstanz) war ein deutscher Architekt, Stadtplaner und kommunaler Baubeamter.

## Leben und Wirken
Jordan war der Sohn eines Eisenbahnbeamten. Nach einer Lehre als Maurer besuchte er die Baugewerkschule Holzminden und studierte anschließend Architektur an der Technischen Hochschule München. Unter seinen zahlreichen frühen beruflichen Stationen war die Begegnung mit der Darmstädter Künstlerkolonie prägend.
1904 trat Jordan als Leiter der Abteilung Hochbau im Stadtbauamt in den Dienst der Stadt Konstanz, deren bauliche Entwicklung er – seit 1916 im Rang eines Baurats, seit 1928 als Oberbaurat – maßgeblich mitbestimmte. Die von ihm selbst geplanten öffentlichen Gebäude und Bauensembles zeichnen sich durch ihre feine künstlerische Gestaltung aus und prägen das Stadtbild. Das in den Formen des Jugendstils gehaltene Städtische Elektrizitätswerk (1908) ist nicht erhalten. Die Petershauser Volksschule (heute Theodor-Heuss-Realschule, 1906–1909) verbindet Jugendstilformen und neubarocke Elemente zu einem komplexen Baukörper, heute eines der prominenten Baudenkmäler des rechtsrheinischen Konstanzer Stadtteils Petershausen. Jordans zweiter Schulhausbau, die Friedrich-Luisen-Schule (heute Ellenrieder-Gymnasium, 1905–1911) verbindet Elemente des Jugendstils und des Heimatstils. Beim Umbau des sogenannten Konzilgebäudes von der Markthalle zum Veranstaltungshaus mit Restaurationsbetrieb (1910–1911) schuf Jordan das Foyer mit den Treppenhäusern aus anspruchsvoll eingefärbtem und bearbeitetem Kunststein, die später verputzt und 2012 wieder freigelegt wurden.
Unter den schwierigen Bedingungen des Ersten Weltkriegs und der frühen Nachkriegszeit folgten die Lesehalle am Rheintorturm (1916) und die Trauerhalle mit Krematorium auf dem Hauptfriedhof (1919) als repräsentativer, antikisierender Kuppelbau. In den 1920er Jahren war Jordan am Bau dreier formal sehr verschiedener Wohngebiete beteiligt, die sich durch eine bis ins Detail sorgfältige Gestaltung auszeichnen und als Ensembles unter Denkmalschutz stehen: die Sierenmoossiedlung (1919–1922), die Turniersiedlung (1921) und der Hindenburgblock (1927). Während die beiden erstgenannten traditionell und teilweise noch historisierend gehalten sind, nimmt der Hindenburgblock Formen des Expressionismus (mit Fassadenmalereien von Karl Einhart) und des Neuen Bauens auf. Jordans letztes Werk ist der 40 Meter hohe Wasserturm auf der Allmannshöhe (Otto-Moericke-Turm, 1927), der die Silhouette der nordöstlichen Stadtteile Allmannsdorf, Staad und Egg beherrscht.
1931 bewirkte der Vorwurf einer Unterschlagung Jordans Versetzung in den einstweiligen Ruhestand; obwohl ein Gericht ihn für unschuldig befand, kehrte er nicht in den Dienst zurück. Paul Jordan hatte einen gleichnamigen Sohn, der Architekt und Bauunternehmer war.

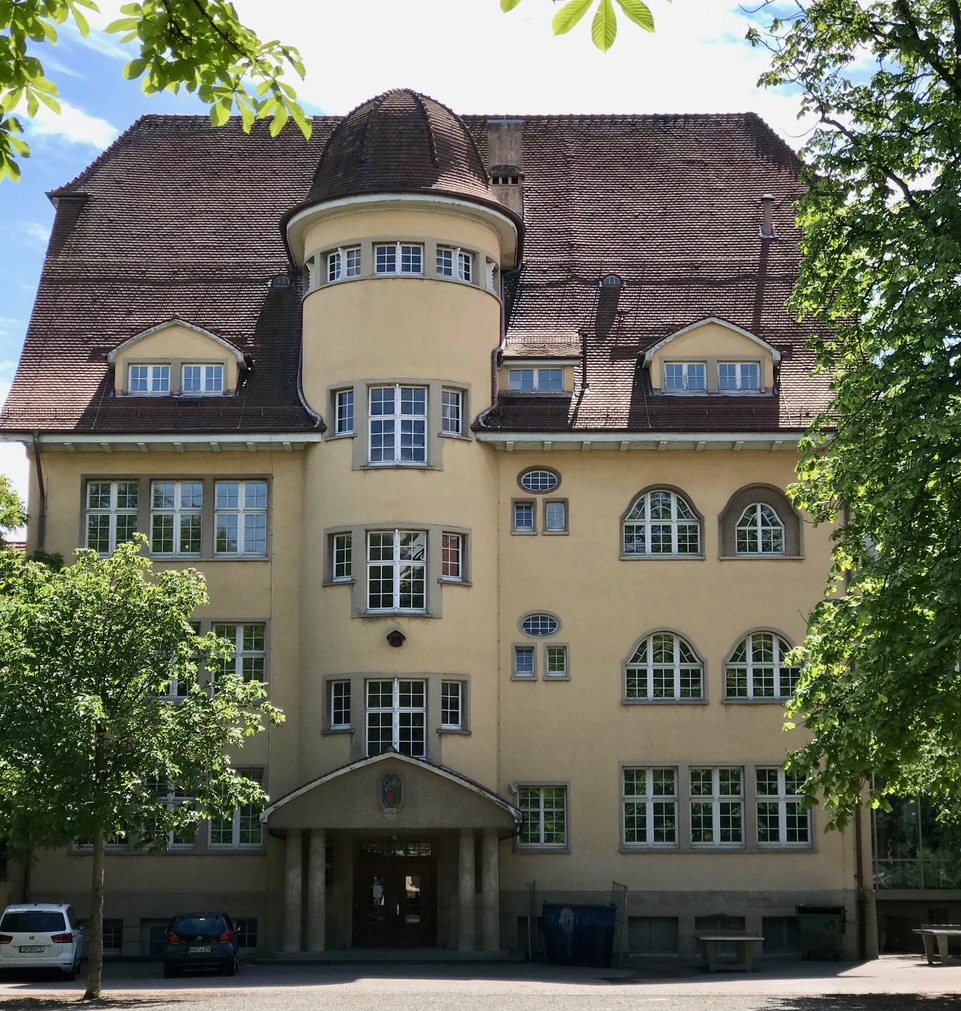
Ellenrieder-Gymnasium in Konstanz (1905–1911)
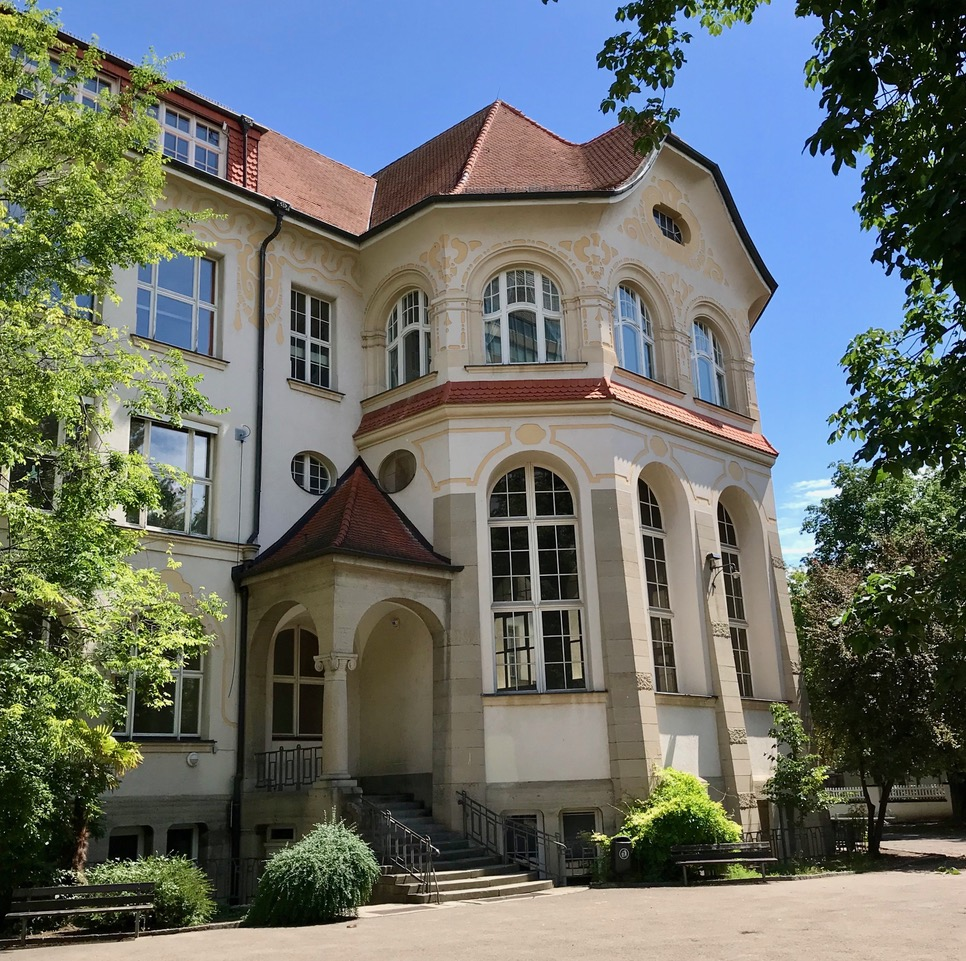
Theodor-Heuss-Realschule in Konstanz (1906–1909, Detail)
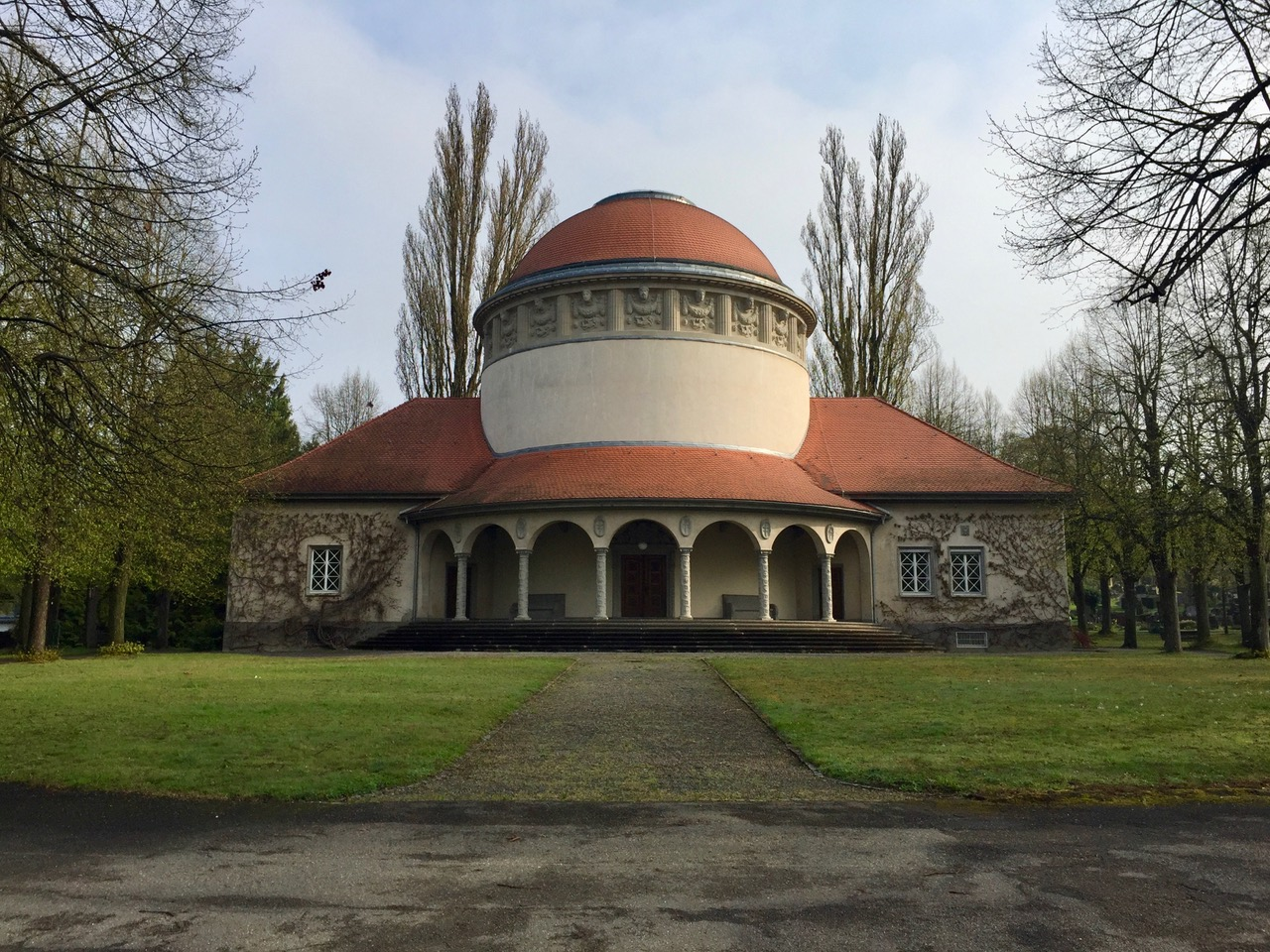
Trauerhalle mit Krematorium auf dem Hauptfriedhof in Konstanz (1919)
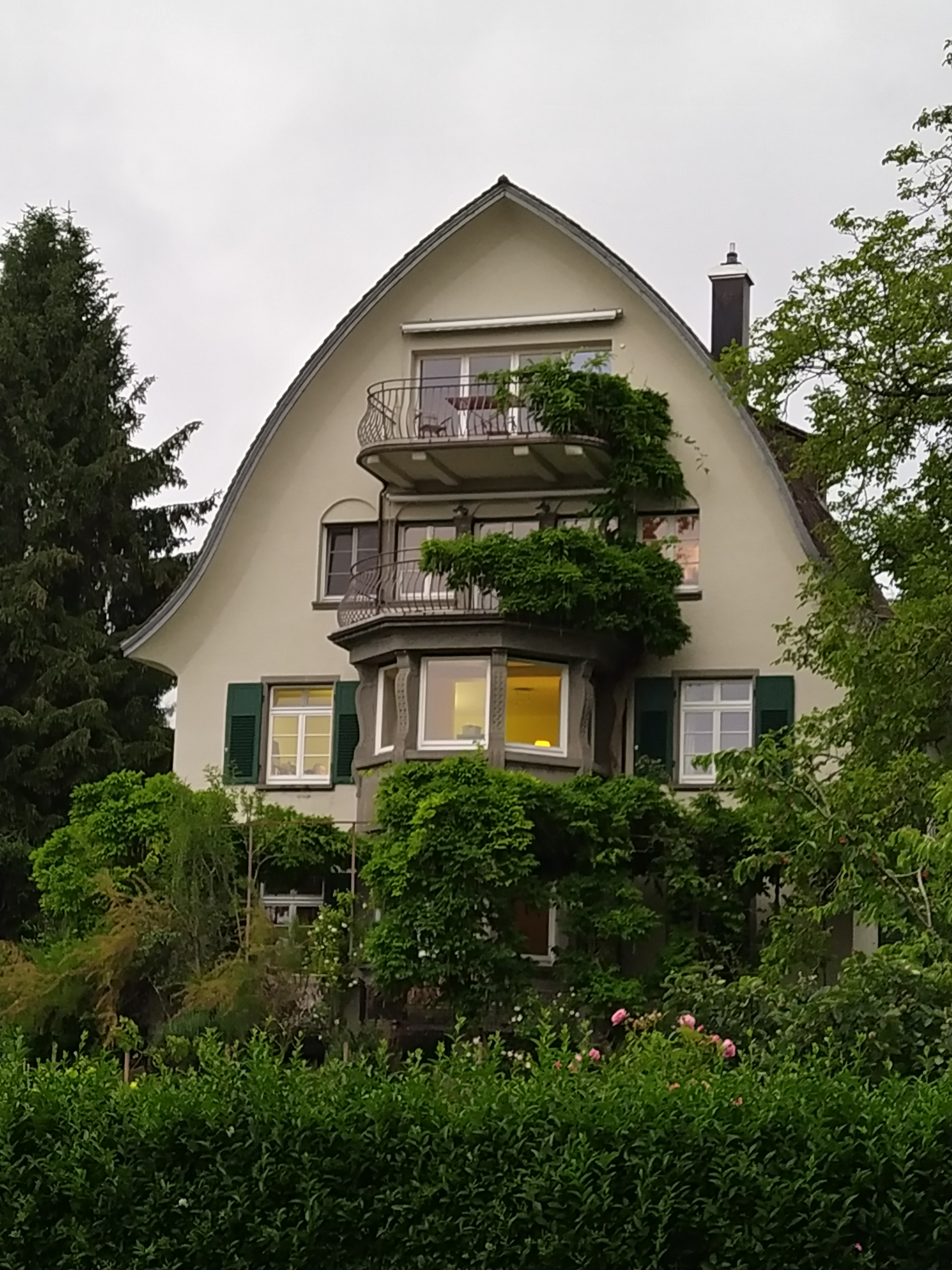
Eigenes Wohnhaus von Paul Jordan (1926)